# Кинематограф Египта
Кинематограф Египта (араб. سينما مصر‎) — отрасль культуры и экономики Египта, занимающаяся производством и демонстрацией фильмов зрителям.

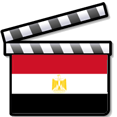

По сравнению с большинством других африканских стран, кинематограф в Египте начал развиваться довольно рано. Возрождение египетского театра, литературы и изобразительного искусства в начале XX века помогло становлению собственного кинематографа. Началом систематического кинопроизводства в Александрии является 1927 год, в 1935 году открылась студия «Миср» в Каире, в 1936 году - студия «Лама» и в 1937 — «Насибиан».

## История

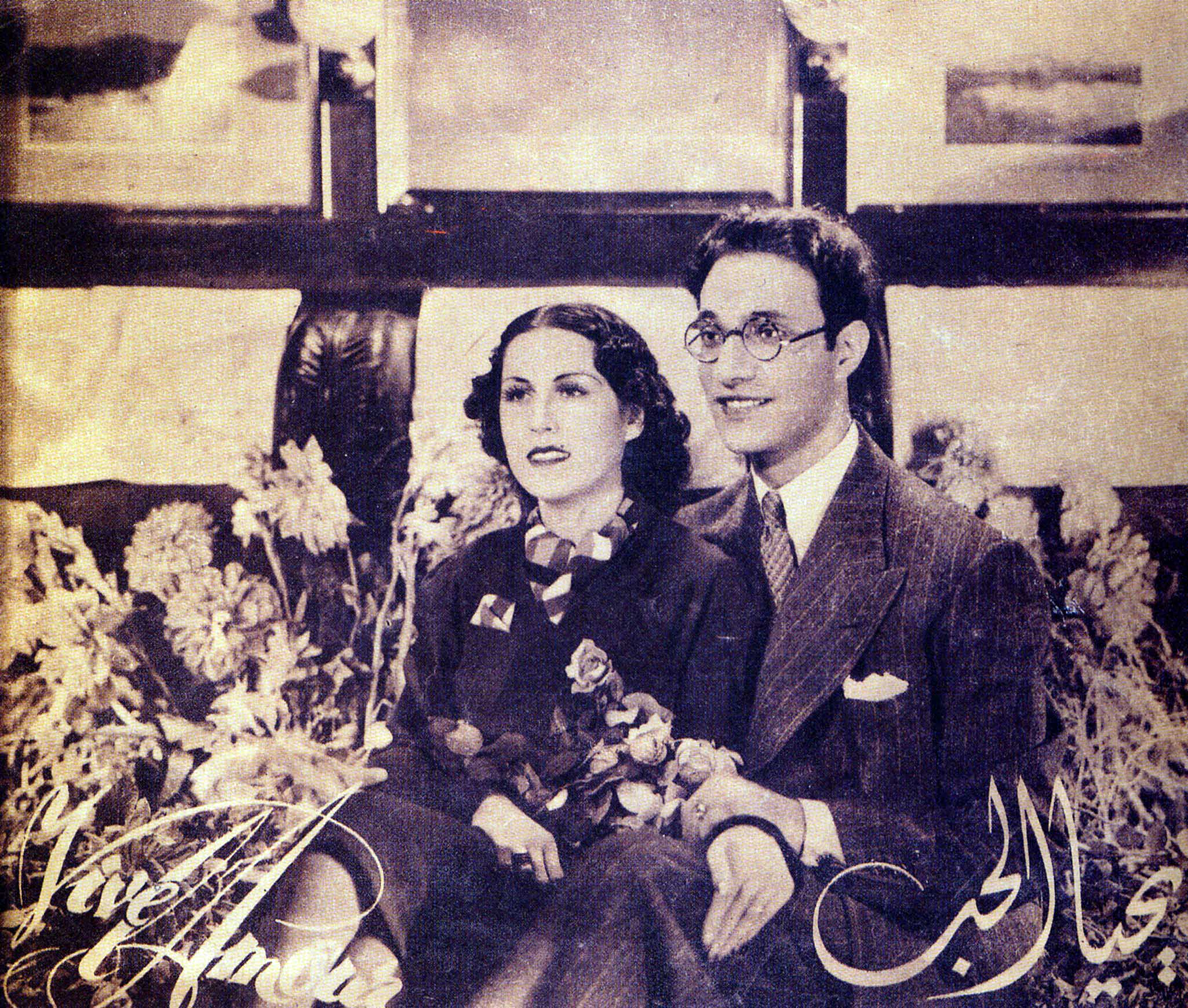
Постер к египетскому фильму Яхья-эль-хаб (1938).

Александрия стала первым городом, где появился кинотеатр. Это произошло в 1896 году, а в 1908 году насчитывалось 5 кинотеатров в Каире, 3 в Александрии и по одному в Порт-Саиде, Асьюте и Мансуре, зрителям демонстрировались картины немецких, французских, американских киностудий.
Собственное производство началось с создания хроникальных фильмов в 1912 году. Первый постановочный фильм появляется в 1917 году — «На краю пропасти», в 1918 — «Сорванная роза». Эти фильмы были сняты по иностранным образцам иностранными режиссёрами (де Лагарп, Доррес, Конель) и успехом не пользовались. Первая киностудия так же создаётся в Александрии: братья Лама, Ибрагим и Бадр, ливанцы по происхождению, открывают её в пригороде Александрии в 1926 году и на следующий год снимают там фильм «В пустыне».
Рождением египетской кинематографии считается 16 ноября 1927 года — день, когда состоялся показ фильма «Лейла» режиссёра Ахмеда Галаля, снятый на средства актрисы Азизы Амир, после чего начинается регулярное производство кинокартин. В 1928 году вышел фильм «Зайнаб» (режиссёр Мухаммед Карим) по повести Мухаммада Хусейна Хайкаля, имевший большой успех в прокате.
1931 год отмечен выходом первого звукового фильма «Песня сердца» (араб. أنشودة الفؤاد‎ Ounchoudat al-fouad) режиссёра Давлат Абьяд и Надра, который положил начало целой эпохе музыкальных фильмов Египта, среди первых из которых были «Белая роза» (1933, режиссёр Мухаммед Карим), «Ведад» (1935, режиссёр Ф. Крампф) и др. Первые звуковые фильмы египетских режиссёров были озвучены в Париже.
В 1935 году в Каире открывается киностудия «Миср». С дальнейшим открытием киностудий «Лама» (1936), «Насибиан» (1937) центр египетской кинематографии окончательно перемещается в Каир. Правительство пытается способствовать развитию национального кинематографа, в 1938 году выходит «В добре — благо» (Salama fi khair) Мустафы Ниязи, а в 1939 — «Воля» Камаля Селима, которые становятся первыми лентами реалистического кино в Египте.
В 1940-х годах начинает экранизироваться классика и произведения египетских писателей. Воплощение на экране нашли «Отверженные» Виктора Гюго (одноимённый фильм 1944 года, El Boassa), «Ромео и Джульетта» Уильяма Шекспира («Мученики любви» 1944) Камаля Селима. Первые исторические фильмы по сюжетам трагедий Ахмеда Шауки «Антар и Абла» (1945) и «Приключения Антара и Аблы» (1947) поставлены режиссёром Мустафой Ниязи.
ИЗ ЭНЦИКЛОПЕДИИ: В 1944 открылась киностудия «Галаль», в 1945 — «Аль-Ахрам». В 1947 Юсуф Вахби основал киностудию «Нахас». Однако из-за жёсткой цензуры в эти годы многие фильмы были выпущены только после Июльской революции 1952, которая оказала большое влияние на развитие прогрессивной Египетской кинематографии. Вопросами кино занялась Национальная организация укрепления и развития кинематографии, возглавляемая режиссёр Ахмедом Бадрханом. В 1954—55 во всех провинциях созданы отделы кино, задачей которых была демонстрация фильмов, разъясняющих идеи и цели революции и показывающих социальные и культурные преобразования. В 1956 был принят закон об охране национальной кинематографии, по которому кинотеатры обязывались демонстрировать египетские фильмы не реже одной недели в месяц. Учреждались ежегодные премии лучшим кинематографистам. В 1959 в Каире открылся киноинститут.
В 1950-х годах кинематография Египта выходит на международную арену благодаря творчеству Юсефа Шахина и Салаха Абу Сейфа.
ИЗ ЭНЦИКЛОПЕДИИ: Продолжая реалистические традиции Камаля Селима, Салах Абу Сейф в фильме «Рабочий Хасан» (1952) критически обрисовал классовое общество страны. Фильм «Переулок дураков» (1955, режиссёр Тауфик Салех) упрочил позиции реалистической Египетской кинематографии. Режиссёр Салах Абу Сейф поставил эпический фильм «Борьба гигантов» о жизни феллахов. Этой же теме посвящен фильм Ахмеда Зиааддина «Наша зелёная земля» (1956, в советском прокате «Это земля наша»).
Тематика прогрессивной Египетской кинематографии с годами расширялась. Социально-бытовую драму «Жизнь или смерть» (1955) поставил режиссёр Камаль аш-Шейх, психологический фильм «Каирский вокзал» (1958) — Юсеф Шахин, политическую картину «Сильный» (1957) и комедию «Пиявка» — Салах Абу Сейф. Освободительной борьбе алжирского народа посвящен фильм Юсефа Шахина «Джамиля» (1959). В начале 60-х гг. египетское кинопроизводство было национализировано, в 1963 создано Главное управление кино, радио и телевидения, которое возглавил Салах Абу Сейф. киностудии оснащались современной аппаратурой. Салах Абу Сейф, использовав реалистический метод, рассказал о жизни египетского общества 30-х гг.: «Начало и конец» (1960) и «Каир 30-х годов» (1966) — оба по Нагибу Махфузу.
Видное место в Египетской кинематографии занял режиссёр Барракат, сделавший попытку дать психологическую характеристику героев в фильмах «Клич куропатки» (1959) и «Грех» (1965), посвященным тяжёлой судьбе крестьян в дореволюционном Египте. Режиссёр Тауфик Салех в фильме «Борьба героев» (1962) впервые в Египетской кинематографии показал интеллигента, защищающего интересы народа. Салах Абу Сейф в фильмах «Не время для любви» (1963), «Тупик» (1968) поднял вопрос об эмансипации женщин. Борьба против колониализма — основная тема исторического фильма Юсефа Шахина «Саладин» (1963). В 1965 он поставил фильм «Заря нового дня», в 1969 — фильм «Выбор». Лучший фильм Юсефа Шахина — «Земля» (1969, в советском прокате «Земля наших отцов») о борьбе феллахов против власти помещиков. Проблема политического самосознания интеллигенции затронута в ленте Камаля аш-Шейха «Мирамар» (1969). В 1970 с советскими кинематографистами была поставлена картина «Люди на Ниле» (режиссёр Юсеф Шахин), посвященная строительству Асуанской плотины. В фильме «Воробей» (1971, режиссёр тот же) показаны причины поражения Египта в войне с Израилем. Остро поставлены вопросы об израильской агрессии в фильмах «Болтовня на Ниле» (режиссёр Хусейн Камаль) и «Песнь на перевале» (режиссёр Али Абд аль-Халик, 1972).
После смерти Г. А. Насера и прихода к власти А. Садата (1970) Египетская кинематография переживала трудный период. Почти полностью исчез жанр политического кино. В 1971 Главное управление кино, радио и телевидения было ликвидировано. Хотя финансирование фильмов осуществлялось Генеральной организацией египетского кино (основана в 1971), само кинопроизводство, как и прокат, оказалось в руках частных предпринимателей. В 1972—74 выпущено около 130 фильмов. Несмотря на трудности, прогрессивные кинематографисты продолжают борьбу за создание высокохудожественных лент. Остросоциальный фильм Салаха Абу Сейфа «Народная баня» (1972), анализирующий причины экономических трудностей страны, показывался «вторым экраном» и вскоре был снят, в 1977 режиссёр экранизировал повесть Юсефа ас-Сибана «Водонос мёртв». Цензурной обработке подвергались картины "Воробей"и «Болтовня на Ниле». В 1976 Юсеф Шахин поставил 2-ю часть трилогии, начатой фильмом «Воробей», — «Возвращение блудного сына», в 1979 — третью — «Почему Александрия?». В 1980—81 были выпущены фильмы «Бандиты» (режиссёр Ашраф Фахми), «Трубадур» (режиссёр Сайед Исса) и др.
Среди ведущих актёров — Фарид Шауки, Эмад Хамзи, Hyp аш-Шариф, Иззат аль-Аляиме, Махмуд Малиги, Салах Зульфикар; актрис — Дония Ганем, Фатем Хамама, Шадия, Магда, Саад Хусни, Надия Луфти, Нагава Ибрахим, Нагла Фахти; режиссёров — Сайед Исса, Ашраф Фахми.

## Некоторые актеры Египта
- Хафиз, Бахига
- Амир, Азиза
- Хосни, Суад
- Джамал, Самия